# Montmerrei
Montmerrei is een gemeente in het Franse departement Orne (regio Normandië) en telt 382 inwoners (1999). De plaats maakt deel uit van het arrondissement Argentan.

## Geografie
De oppervlakte van Montmerrei bedraagt 12,6 km², de bevolkingsdichtheid is 30,3 inwoners per km².

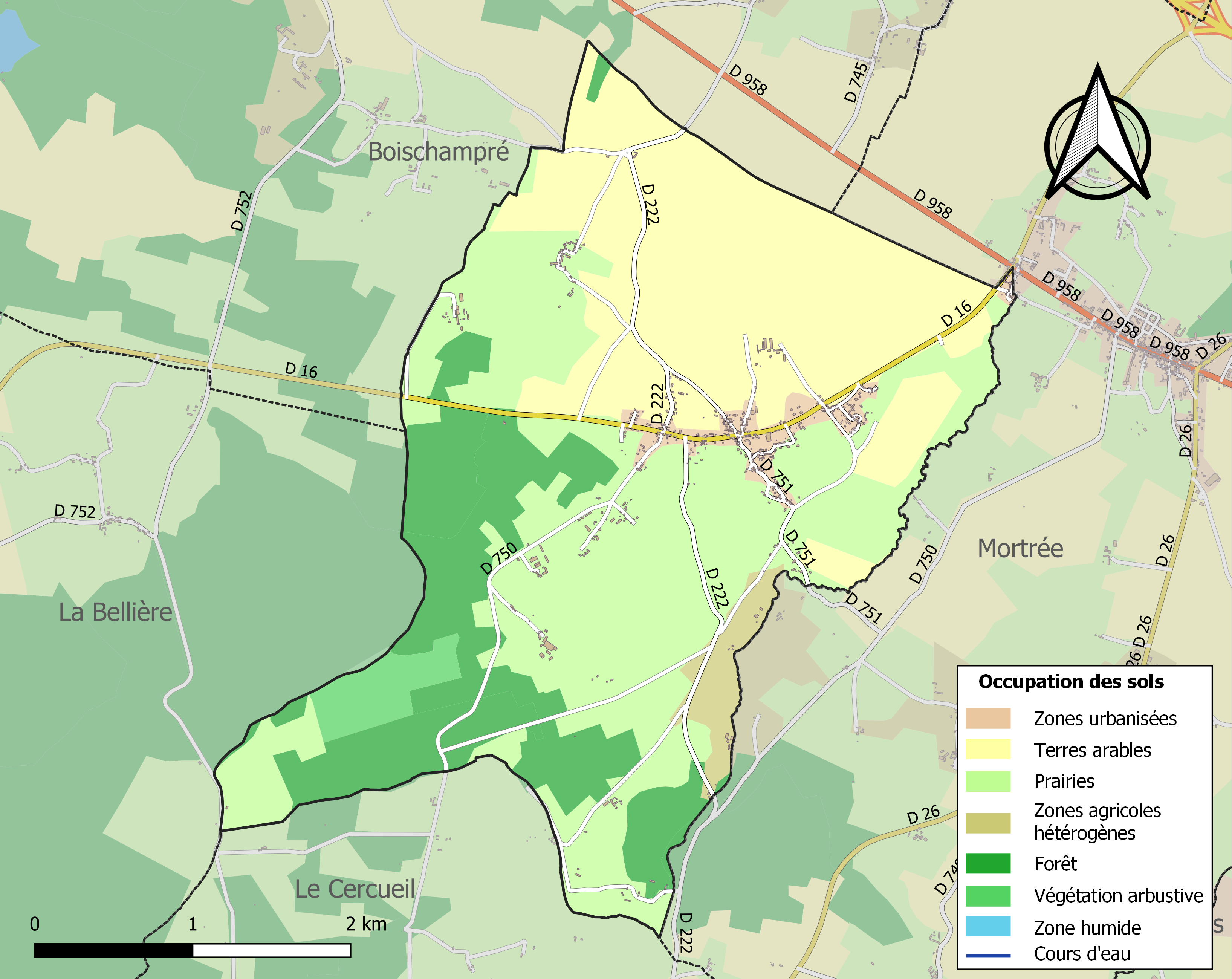
Kaart van de gemeente met de belangrijkste infrastructuur, bodemgebruik en omliggende gemeenten

## Demografie
Onderstaande figuur toont het verloop van het inwonertal (bron: INSEE-tellingen).